# Heßheim
Heßheim – miejscowość i gmina w Niemczech, w kraju związkowym Nadrenia-Palatynat, w powiecie Rhein-Pfalz, siedziba gminy związkowej Lambsheim-Heßheim. Do 30 czerwca 2014 siedziba gminy związkowej Heßheim.